# Črni Vrh v Tuhinju
Črni Vrh v Tuhinju este o localitate din comuna Kamnik, Slovenia, cu o populație de 25 de locuitori.